# Lista över fornlämningar i Lidingö kommun
Lista över fornlämningar i Lidingö kommun är en förteckning av ett urval av de fornlämningar som finns i Lidingö kommun.

## Lidingö
| Namn         | Lämningstyp                 | Tillkomsttid | Historisk indelning | Plats | Läge                 | ID-nr          | Bild                                      |
| ------------ | --------------------------- | ------------ | ------------------- | ----- | -------------------- | -------------- | ----------------------------------------- |
| Lidingö 4:1  | Stensättning                |              | Lidingö, Uppland    |       | 59.369699, 18.180612 | 10004200040001 | Ladda upp en till bild av detta fornminne |
| Lidingö 6:1  | Hög                         |              | Lidingö, Uppland    |       | 59.356516, 18.174265 | 10004200060001 | Ladda upp en bild av detta fornminne      |
| Lidingö 7:1  | Gravfält                    |              | Lidingö, Uppland    |       | 59.355563, 18.177751 | 10004200070001 | Ladda upp en bild av detta fornminne      |
| Lidingö 9:1  | Gravfält                    |              | Lidingö, Uppland    |       | 59.358247, 18.193755 | 10004200090001 | Ladda upp en bild av detta fornminne      |
| Lidingö 11:1 | Grav markerad av sten/block |              | Lidingö, Uppland    |       | 59.361307, 18.190779 | 10004200110001 | Ladda upp en bild av detta fornminne      |
| Lidingö 14:1 | Stensättning                |              | Lidingö, Uppland    |       | 59.388447, 18.100453 | 10004200140001 | Ladda upp en till bild av detta fornminne |
| Lidingö 15:1 | Gravfält                    |              | Lidingö, Uppland    |       | 59.375230, 18.128230 | 10004200150001 | Ladda upp en bild av detta fornminne      |
| Lidingö 17:1 | Gravfält                    |              | Lidingö, Uppland    |       | 59.375116, 18.125012 | 10004200170001 | Ladda upp en bild av detta fornminne      |
| Lidingö 21:1 | Runristning                 |              | Lidingö, Uppland    |       | 59.370829, 18.129455 | 10004200210001 | Ladda upp en till bild av detta fornminne |
| Lidingö 22:1 | Grav markerad av sten/block |              | Lidingö, Uppland    |       | 59.365829, 18.158512 | 10004200220001 | Ladda upp en bild av detta fornminne      |
| Lidingö 23:1 | Gravfält                    |              | Lidingö, Uppland    |       | 59.373888, 18.161295 | 10004200230001 | Ladda upp en bild av detta fornminne      |
| Lidingö 24:1 | Hög                         |              | Lidingö, Uppland    |       | 59.366810, 18.179913 | 10004200240001 | Ladda upp en bild av detta fornminne      |
| Lidingö 24:2 | Stensättning                |              | Lidingö, Uppland    |       | 59.367111, 18.179257 | 10004200240002 | Ladda upp en bild av detta fornminne      |
| Lidingö 26:1 | Stensättning                |              | Lidingö, Uppland    |       | 59.370140, 18.139420 | 10004200260001 | Ladda upp en bild av detta fornminne      |
| Lidingö 51:1 | Minnesmärke                 |              | Lidingö, Uppland    |       | 59.193856, 18.104348 | 10004200510001 | Ladda upp en till bild av detta fornminne |
| Lidingö 55:1 | Stensättning                |              | Lidingö, Uppland    |       | 59.340110, 18.165923 | 10004200550001 | Ladda upp en bild av detta fornminne      |
| Lidingö 58:1 | Stensättning                |              | Lidingö, Uppland    |       | 59.374731, 18.125110 | 10004200580001 | Ladda upp en bild av detta fornminne      |
| Lidingö 89   | Hällristning                |              | Lidingö, Uppland    |       | 59.350226, 18.179355 | 12000000124580 | Ladda upp en bild av detta fornminne      |